# Al-Ramadi, Tỉnh Deir ez-Zor
Al-Ramadi (tiếng Ả Rập: الرمادى) là một thị trấn của Syria nằm ở quận Abu Kamal, Deir ez-Zor. Theo Cục Thống kê Trung ương Syria (CBS), Al-Ramadi có dân số 3.593 người trong cuộc điều tra dân số năm 2004. Trong cuộc Nội chiến Syria, Al-Ramadi đã bị ISIS bắt giữ cho đến khi được Quân đội Ả Rập Syria giải phóng vào ngày 5 tháng 12 năm 2017.